# Шишов, Владимир Александрович (Герой Социалистического Труда)
Владимир Александрович Шишов (1917 — 20 марта 2000) — передовик советской энергетики и электрификации, мастер Саратовской ТЭЦ № 2 Саратовэнерго Министерства энергетики и электрификации СССР, Саратовская область, Герой Социалистического Труда (1966).

## Биография
Родился в 1917 году в деревне Андрейкино, ныне Грязовецкого района Вологодской области в русской крестьянской семье. В 1938 году был призван на срочную военную службу, которую проходил на Северном флоте.
Участник Великой Отечественной войны. Фронтовой путь проходил на эскадренном миноносце «Валериан Куйбышев», был командиром отделения машинистов-турбинистов. Участвовал в сопровождении транспортных судов Северного конвоя в Архангельск и Мурманск. За удачное конвоирование ледокола «Иосиф Сталин» был представлен к награде, получил орден Красной Звезды. С 1944 года член ВКП(б)/КПСС.
Демобилизовавшись вернулся к трудовой деятельности. Зимой 1955—1956 годов Шишов перешёл работать машинистом турбинного цеха на Саратовской электростанции № 2. В условиях дефицита топлива персоналу станции пришлось осваивать новые виды, в том числе природный газ, а позже — мазут и жидкие отходы местного химкомбината. Благодаря высокому профессионализму специалистов Саратовская ТЭЦ-2 стала передовым предприятием страны.
За выдающиеся успехи, достигнутые в выполнении заданий семилетнего плана по развитию энергетики страны, Указом Президиума Верховного Совета СССР от 4 октября 1966 года Владимиру Александровичу Шишову было присвоено звание Героя Социалистического Труда с вручением ордена Ленина и золотой медали «Серп и Молот».
Продолжал работать на Саратовской ТЭЦ № 2. Был отличным наставником для молодых специалистов. С 1977 года являлся персональным пенсионером союзного значения.
Проживал в городе Саратове. Умер 20 марта 2000 года.

## Награды
За трудовые и боевые успехи удостоен:
- золотая звезда «Серп и Молот» (04.10.1966),
- орден Ленина (04.10.1966),
- Орден Отечественной войны II степени (11.03.1985),
- Орден Красной Звезды (04.12.1943),
- Медаль «За оборону Советского Заполярья» (05.12.1944),
- другие медали.